# Megalobulimus fragilion
Megalobulimus fragilion é uma espécie de gastrópode da família Megalobulimidae.
É endémica do Brasil.